# TOC-анализаторы
Анализаторы общего органического углерода (или TOC-анализаторы, от англ. Total Organic Carbon) — устройства для определения количества углерода, присутствующего в пробе, за вычетом входящего в состав CO2 или карбонатов. Широко применяются для анализа воды, различных растворов, суспензий и пр. в пищевой, фармацевтической, полупроводниковой промышленности, в биотехнологии.
Метод анализа обычно включает в себя три основные стадии:
1. Обработка пробы кислотой (подкисление; например, соляной кислотой). Неорганический углерод карбонатов и гидрокарбонатов при этом удаляется в виде CO2.
2. Окисление пробы. Применяют высокотемпературное сжигание пробы в богатой кислородом атмосфере, окисление при несколько меньших температурах в присутствии катализатора либо «холодное окисление» с обработкой пробы жестким ультрафиолетом или гамма-излучением.
3. Определение количества образовавшегося на втором этапе диоксида углерода. Используют широкодиапазонные ИК-детекторы, различные варианты кондуктометрических детекторов.

Современные анализаторы позволяют одновременно контролировать множество параметров пробы (общий углерод, неорганический углерод, летучий, нелетучий и общий органический углерод, общий связанный азот).